# Rozdzielność

Ilustracja rozdzielności mnożenia liczb dodatnich względem dodawania liczb dodatnich.

Rozdzielność, dystrybutywność – własność pewnych pojęć matematycznych występujących w arytmetyce, algebrze i podstawach matematyki – logice matematycznej i teorii mnogości. Wyróżnia się rozdzielność:
- działania dwuargumentowego względem innego działania dwuargumentowego; taka rozdzielność to relacja dwuargumentowa między działaniami dwuargumentowymi, zdefiniowana równaniem podanym niżej;
- kwantyfikatora względem spójnika logicznego; jest to równoważność pewnych zdań opisana niżej.

Pojęcie rozdzielności działania pojawiło się najpóźniej w XIX wieku; w 1814 roku użył go François Joseph Servois. Rozdzielność mnożenia względem dodawania i odejmowania znalazła się w podstawie programowej matematyki w polskich szkołach podstawowych.

## Definicje rozdzielności działań dwuargumentowych
Zależność między mnożeniem a dodawaniem liczb postaci
{\displaystyle 7\cdot (5+4)=7\cdot 5+7\cdot 4,}
i podobnie z przestawioną kolejnością czynników,
{\displaystyle (8+4)\cdot 5=8\cdot 5+4\cdot 5,}
wykorzystuje się, niekiedy nieświadomie, podczas prowadzenia obliczeń w pamięci:
{\displaystyle 13\cdot 6=(10+3)\cdot 6=10\cdot 6+3\cdot 6=60+18=78,}
czyli (w tym przypadku) mnożenia przez ustaloną liczbę osobno dziesiątek i jedności danej liczby.
Można też uzupełnić jeden z czynników do „okrągłej” liczby, której iloczyn łatwo obliczyć, a następnie zrównoważyć obliczenia osobno odliczając dodaną nadwyżkę:
{\displaystyle 4\cdot 19=4\cdot (20-1)=4\cdot 20-4\cdot 1=80-4=76.}
Role mnożenia i dodawania/odejmowania w powyższych przykładach są dokładnie określone i nie można ich zamienić bez szkody dla poprawności obliczeń:
{\displaystyle 7+(2\cdot 3)\neq (7+2)\cdot (7+3).}
W przypadku dzielenia regułę zaobserwowaną dla mnożenia można stosować tylko częściowo: choć
{\displaystyle (16+4):4=(16:4)+(4:4),}
to jednak
{\displaystyle 30:(5-2)\neq (30:5)-(30:2).}
Zapisując dzielenie w postaci ułamka, obliczenia można przeprowadzić zgodnie z następującym przykładem:
{\displaystyle {\frac {8+6}{2}}={\frac {8}{2}}+{\frac {6}{2}},}
ale mimo wszystko, podobnie jak wyżej:
{\displaystyle {\frac {4}{2+4}}\neq {\frac {4}{2}}+{\frac {4}{4}}.}
Niech {\displaystyle \circ } oraz {\displaystyle \heartsuit } oznaczają działania dwuargumentowe określone na ustalonym zbiorze {\displaystyle X}. Działanie {\displaystyle \circ } jest względem {\displaystyle \heartsuit }:
- rozdzielne lewostronnie, gdy dla dowolnych {\displaystyle a,b,c\in X}
{\displaystyle a\circ (b\;\heartsuit \;c)=(a\circ b)\;\heartsuit \;(a\circ c);}
- rozdzielne prawostronnie, gdy dla dowolnych {\displaystyle a,b,c\in X}
{\displaystyle (a\;\heartsuit \;b)\circ c=(a\circ c)\;\heartsuit \;(b\circ c);}
- rozdzielne obustronnie lub krótko rozdzielne, gdy zachodzą oba powyższe warunki.

Jeśli działanie {\displaystyle \circ } jest przemienne, to powyższe warunki są równoważne logicznie i wynikają one wszystkie z jednego z nich.

## Przykładyarytmetyczne

### Arytmetyka elementarna
Dla dowolnych liczb rzeczywistych {\displaystyle a,b,c{:}}
- mnożenie jest rozdzielne względem dodawania[4] i odejmowania:
{\displaystyle a(b\pm c)=ab\pm ac,}
{\displaystyle (a\pm b)c=ac\pm bc;}
- dzielenie jest prawostronnie rozdzielne względem dodawania i odejmowania:
{\displaystyle (a\pm b):c=a:c\pm b:c;}
- minimum i maksimum są rozdzielne względem siebie nawzajem[potrzebny przypis]:
{\displaystyle \min(a,\max(b,c))=\max(\min(a,b),\min(a,c));}
{\displaystyle \max(a,\min(b,c))=\min(\max(a,b),\max(a,c));}
- dodawanie jest rozdzielne względem maksimum i minimum[potrzebny przypis]:
{\displaystyle a+\max(b,c)=\max(a+b,a+c);}
{\displaystyle a+\min(b,c)=\min(a+b,a+c).}

Podane własności mnożenia i dzielenia uogólnia się na liczby zespolone, hiperzespolone oraz inne algebry jak liczby podwójne czy dualne. Na tych strukturach nie rozważa się funkcji minimum i maksimum, ponieważ nie da się na nich określić porządku o pożądanych własnościach.
W dodatku dla liczb dodatnich potęgowanie jest prawostronnie rozdzielne względem mnożenia i dzielenia:
{\displaystyle (ab)^{c}=a^{c}b^{c};}
{\displaystyle (a:b)^{c}=a^{c}:b^{c}.}
Te własności trudno uogólnić na inne liczby; zero do potęgi zerowej {\displaystyle (0^{0})} bywa uznawane za nieokreślone, za to przy dopuszczeniu ujemnych argumentów potęgowanie przestaje być ściśle rozumianym działaniem – wynikiem potęgowania liczb ujemnych może być liczba zespolona. Na zbiorze niezerowych liczb zespolonych można określić potęgowanie, jednak ono również nie jest ściśle określonym działaniem, ponieważ jego wyniki nie są pojedynczymi liczbami – jest to multifunkcja.

### Teoria liczb
- największy wspólny dzielnik i najmniejsza wspólna wielokrotność są wzajemnie rozdzielne[potrzebny przypis]:
{\displaystyle \operatorname {nwd} (a,\operatorname {nww} (b,c))=\operatorname {nww} (\operatorname {nwd} (a,b),\operatorname {nwd} (a,c)),}
{\displaystyle \operatorname {nww} (a,\operatorname {nwd} (b,c))=\operatorname {nwd} (\operatorname {nww} (a,b),\operatorname {nww} (a,c));}

## Przykłady zpodstaw matematyki

### Rachunek zdań
Definicję rozdzielności można poszerzyć; dla działań na zdaniach logicznych oznacza ona równoważność odpowiednich wyrażeń. Dla dowolnych zdań {\displaystyle p,q,r} koniunkcja i alternatywa są wzajemnie rozdzielne:
{\displaystyle p\land (q\lor r)\Leftrightarrow (p\land q)\lor (p\land r),}
{\displaystyle p\lor (q\land r)\Leftrightarrow (p\lor q)\land (p\lor r).}

### Teoria mnogości
Dla dowolnie wybranych zbiorów {\displaystyle A,B,C{:}}
- część wspólna i suma zbiorów są rozdzielne względem siebie nawzajem[6]:
{\displaystyle A\cap (B\cup C)=(A\cap B)\cup (A\cap C),}
{\displaystyle A\cup (B\cap C)=(A\cup B)\cap (A\cup C),}

- przekrój zbiorów jest też rozdzielny względem różnicy symetrycznej[7]:
{\displaystyle A\cap (B\triangle C)=(A\cap B)\triangle (A\cap C),}

- iloczyn kartezjański jest rozdzielny względem sumy zbiorów, ich przekroju i ich różnicy[8]:
{\displaystyle {\begin{aligned}A\times (B\cup C)&=(A\times B)\cup (A\times C),\\A\times (B\cap C)&=(A\times B)\cap (A\times C),\\A\times (B\backslash C)&=(A\times B)\backslash (A\times C).\end{aligned}}}

## Przykładyalgebraiczne

### Algebra liniowa
- iloczyn wektorowy jest rozdzielny względem dodawania i odejmowania wektorów[9]:
{\displaystyle {\vec {a}}\times ({\vec {b}}\pm {\vec {c}})={\vec {a}}\times {\vec {b}}\pm {\vec {a}}\times {\vec {c}};}
- iloczyn Cauchy’ego macierzy – odpowiadający składaniu przekształceń liniowych – jest rozdzielny względem dodawania i odejmowania tych macierzy oraz przekształceń:
{\displaystyle A(B\pm C)=AB\pm AC,}
{\displaystyle (A\pm B)C=AC\pm BC.}

### Teoria kategorii
Dla dowolnie wybranych obiektów {\displaystyle a,b,c} kategorii dwukartezjańsko domkniętej
- produkt jest rozdzielny względem koproduktu[potrzebny przypis]:
{\displaystyle a\times (b+c)\simeq a\times b+a\times c.}

## Własności
Rozdzielność działań jako relacja dwuargumentowa w ogólności:
- nie jest zwrotna – są działania nierozdzielne względem siebie samego, np. dodawanie: a+(b+c) ≠ (a+b)+(a+c);
- nie jest przeciwzwrotna – są działania rozdzielne względem siebie samego, np. suma zbiorów: {\displaystyle A\cup (B\cup C)=(A\cup B)\cup (A\cup C);}
- nie jest symetryczna – mnożenie jest rozdzielne względem dodawania, ale dodawanie względem mnożenia już nie: a+bc ≠ (a+b)(a+c);
- nie jest asymetryczna – są działania rozdzielne wzajemnie, np. suma i przekrój zbiorów.

## Uogólnienia
Rozdzielność działań, przynajmniej jednostronną, zakłada się w aksjomatycznych definicjach struktur algebraicznych takich jak:
- półpierścień, w tym pierścienie, a więc i ciała;
- kraty rozdzielne (dystrybutywne), w tym algebry pseudoboolowskie (Heytinga) i algebry boolowskie (Boole’a).

Mnożenie przez ustalony element – z lewej lub prawej strony – można traktować jako operator. Jest to w istocie funkcja addytywna w danym pierścieniu. Takie spojrzenie na mnożenie umożliwiło rozpatrywanie działań zewnętrznych względem ustalonej grupy addytywnej, co doprowadziło do rozwinięcia teorii m.in. działań grup na zbiorach, modułów nad pierścieniami (przestrzeni liniowych nad ciałami; w tym modułów/przestrzeni sprzężonych), czy grup z operatorami.

## Rachunek kwantyfikatorów

### Ścisłe rozdzielności
Pewne własności kwantyfikatorów nazywa się rozdzielnością, np.:
- kwantyfikatora dużego względem koniunkcji[10][11]:

{\displaystyle \mathop {\forall } \limits _{x}{\big (}p(x)\land q(x){\big )}\Leftrightarrow {\big (}\mathop {\forall } \limits _{x}p(x)\land \mathop {\forall } \limits _{x}q(x){\big )};}
- kwantyfikatora małego względem alternatywy[12][11]:

{\displaystyle \mathop {\exists } \limits _{x}{\big (}p(x)\lor q(x){\big )}\Leftrightarrow {\big (}\mathop {\exists } \limits _{x}p(x)\lor \mathop {\exists } \limits _{x}q(x){\big )}.}

### Słabsze wynikania
Kwantyfikator duży nie jest rozdzielny względem alternatywy, jednak zachodzi słabsza implikacja, w jedną stronę:
{\displaystyle \mathop {\forall } \limits _{x}{\big (}p(x)\lor q(x){\big )}\Leftarrow {\big (}\mathop {\forall } \limits _{x}p(x)\lor \mathop {\forall } \limits _{x}q(x){\big )}.}
Kwantyfikator mały nie jest rozdzielny względem koniunkcji, jednak zachodzi słabsza implikacja, w jedną stronę:
{\displaystyle \mathop {\exists } \limits _{x}{\big (}p(x)\land q(x){\big )}\Rightarrow {\big (}\mathop {\exists } \limits _{x}p(x)\land \mathop {\exists } \limits _{x}q(x){\big )}.}
Kwantyfikator duży nie jest rozdzielny względem implikacji, jednak zachodzi słabsze wynikanie, w jedną stronę, nazywane prawem rozkładania:
{\displaystyle \mathop {\forall } \limits _{x}{\big (}p(x)\Rightarrow q(x){\big )}\Rightarrow {\big (}\mathop {\forall } \limits _{x}p(x)\Rightarrow \mathop {\forall } \limits _{x}q(x){\big )}.}
Kwantyfikator mały nie jest rozdzielny względem implikacji i nie zachodzą analogiczne reguły z implikacją w jedną stronę. Jest jednak podobne  prawo, również nazywane prawem rozkładania:
{\displaystyle \mathop {\forall } \limits _{x}{\big (}p(x)\Rightarrow q(x){\big )}\Rightarrow {\big (}\mathop {\exists } \limits _{x}p(x)\Rightarrow \mathop {\exists } \limits _{x}q(x){\big )}.}

### Tabela
Powyższe informacje można podsumować tabelą:
| kwantyfikator                 | spójnik logiczny                  | spójnik logiczny                  | spójnik logiczny                        |
| kwantyfikator                 | koniunkcja {\displaystyle \land } | alternatywa {\displaystyle \lor } | implikacja {\displaystyle \Rightarrow } |
| ----------------------------- | --------------------------------- | --------------------------------- | --------------------------------------- |
| duży {\displaystyle \forall } | tak                               | nie                               | nie                                     |
| mały {\displaystyle \exists } | nie                               | tak                               | nie                                     |

## Literatura dodatkowa
- Andrzej Białynicki-Birula: Zarys algebry. Warszawa: Państwowe Wydawnictwo Naukowe, 1987, seria: Biblioteka Matematyczna. Tom 63. ISBN 83-01-06260-6. Brak numerów stron w książce
- Garret Birkhoff, Saunders Mac Lane: Przegląd algebry współczesnej. Wyd. 2. Warszawa: Państwowe Wydawnictwo Naukowe, 1963. Brak numerów stron w książce